# Ahaura
Ahaura es una localidad ubicada en la región de West Coast, en la Isla Sur de Nueva Zelanda. Según el censo de 2018, tiene una población de 96 habitantes.
Está situada en donde el río Ahaura desemboca en el río Grey. La Carretera Estatal 7 y la Línea Stillwater-Ngākawau pasan a través de la ciudad. Greymouth está a 34 kilómetros al suroeste, y Reefton está 44 kilómetros al noreste.

## Demografía
Según el censo de Nueva Zelanda de 2013, el área estadística de Ahaura, el cual abarca un área mayor al de la localidad, tenía una población de 372 habitantes, una disminución de 18 personas desde el censo de 2006. Había 192 hombres y 177 mujeres. Las cifras fueron redondeadas así que no se registra el total de la población.

## Historia
El asentamiento europeo en la zona comenzó con el establecimiento de un pastoral cerca del cruce de los ríos Ahaura y Grey en 1858.
En determinado momento el pueblo tuvo seis hoteles, dos carnicerías, una panadería, una herrería y una oficina de impresión.

## Educación
La Escuela Awahono-Gray Valley es una primaria coeducational que abarca alumnos de 1 a 8 de edad con un total de 82 estudiantes a noviembre de 2021. La escuela fue formada a principios de 2005 tras la fusión de las escuelas Ahaura, Moonlight, Ngahere y Totara Flat.